# Requinus Runde
Requinus Runde (* in Ahlen; † 30. März 1637 in Warendorf) war Abt des Klosters Marienfeld.

## Leben
Requinus Runde stammte aus Ahlen und wurde im Jahr 1610 zum Abt des Klosters Marienfeld gewählt und geweiht. Als 1618 der Dreißigjährige Krieg ausbrach, häuften sich die Überfälle auf das Kloster und Runde zog mit seinem Konvent in die klösterlichen Besitzungen in der befestigten Stadt Warendorf.
Im hohen Alter gab Runde das Amt des Abtes 1634 zurück und blieb in Warendorf. Dort erkrankte er an der Pest und starb ebenda am 30. März 1637. Sein Leichnam wurde ins Kloster verbracht und im Kapitelhaus beigesetzt.